# さくら国際高等学校
さくら国際高等学校（さくらこくさいこうとうがっこう）は、長野県上田市に本校がある広域制の単位制・通信制高等学校である。さくら国際高等学校に関する本校以外の施設は、事実上の分校である東京校や技能連携校を除き、すべて高等学校通信教育におけるサポート校である。

学園長は荒井裕司。

## 概要
当初は、内閣府構造改革特別区域の株式会社立学校として開校。2006年には在籍生徒数500名、2011年には在籍生徒数1000名となる。2015年に学校法人に転換する。

広域通信制高等学校のため、学習相談センターを全国各地に設置しており、現在74の施設に学習センターを設置している。なお、さくら国際高等学校のホームページからでないと学習相談センターであることを確認できない施設がある。なお、上田市の本校在籍を希望する場合は、保護者の下からの通学が必要である。

2013年3月に、abnの企画により訪れた松山三四六により校歌「咲き誇る桜のように」が制定された。学園長曰く、「さくらは私たち日本人が大切にしている代表的なもののひとつです。私は生徒ひとりひとりを桜の苗木と考えています。そして私たち学園や地域の人々、保護者をはじめ生徒にかかわる皆さんが肥料となって、さくらを満開にさせるのが私達の夢であり、目標です」とのことで、命名した。

## 沿革
- 2005年10月1日 - 旧西塩田小学校の校舎を利用して[2]さくら国際高等学校として開校。通信制普通科を設置。
- 2011年 - 上田電鉄より別所温泉駅で保存されていたモハ5250形「丸窓電車」1両を無料で譲渡されることが決定した[2][3]。
- 2015年 4月1日 - 学校法人格を取得し、設置者が新教育システム株式会社から、学校法人上田煌桜学園に変更された[4]。
- 2015年 学校法人化に伴う校舎耐震基準の厳格化に伴い中校舎（主要校舎）の耐震工事が行われた。耐震工事の間は南校舎での授業となっていた。

## 全国的に珍しい特徴
- さくら国際高等学校は、旧上田市立西塩田小学校の校舎を利用している。さくら国際高等学校の南校舎は文化財級の歴史的価値を認めることができる建築物である。実際に映画・ドラマなどのロケ地として使用されることも少なくない。
- 上田電鉄よりモハ5250形「丸窓電車」1両が無償譲渡され、校舎内に電車が保存されている。これは全国的に珍しく車内に入ること及びその中で食事等を行うことも学校の許可のもと許されていたり、運転席エリアへの入室、ブレーキハンドル、車掌スイッチなどの運転関連機器（当然実際の使用は不能）の操作も可能となっており、非常に珍しい保存体制が執られている。このような保存体制はモハ5250形「丸窓電車」に限ってはさくら国際高等学校でしか行われていない。
- 近隣にある西塩田保育園との交流が盛んで、特に入学式等で園児と一緒に会場に入場するというのは全国的に珍しい。
- さくら国際高等学校の学習センターは、不登校児支援のフリースクールやNPO法人施設が他の通信制高校に比べて多い。

## 交通
- 上田電鉄別所線舞田駅より徒歩18分
- 上田バス塩田線・東塩田線・信州の鎌倉シャトルバス「さくら国際高校前」バス停より徒歩2分。
  - 上田駅・下之郷駅・塩田町駅・別所温泉駅発着。
  - 信州の鎌倉シャトルバスの運行期間は4月1日から11月30日まで。冬季運休。

## 系列校
- さくら国際高等学校 東京校

## 技能連携校
- 豊野高等専修学校 高等課程